# Республіканський музей книги
Республіканський музей книги — музей історії літератури та книговидавництва Казахстану в місті Алмати, розташований у колишньому будинку міністерства хлібопродуктів.

## Музей
Музей Книги був заснований в 1977 році.
Сховище Музею включає в себе колекції більше 500 рідкісних книг і рукописів XVIII-ХІХ століть і до 40-х років ХХ-го сторіччя. У запасниках музею знаходяться старовинні казахстанські та зарубіжні рукописи, рукописні і стародруковані книги арабського, латинського і кирилівського шрифтів, які мають історико-культурне та наукове значення.
В експозиції музею із застосуванням зборів фото - та відеоматеріалів по письмовій культурі Казахстану, експонати музею розміщені в чотирьох основних розділах:
- Стародавня письмова спадщина Казахського степу
- Рукопис – спадщина століть.
- Ранні вітчизняні видання.
- Письмові та друковані пам'ятки Казахстану.

У 2012 році в Музеї відбулася виставка, присвячена 115-річчю Мухтара Ауезова. На виставці були представлені книги з особистим автографом М. Ауезова, перше видання роману «Абай», випущеного в Алма-Аті в 1942 році, також цінні експонати: драма «Енлик-Кебек», «Қилы заман», «Қараш-қараш», «Қорғансыздың күні», «Тас түлек» та інші твори латинською мовою.

## Будівля музею
Будівля для міністерства хлібопродуктів було побудовано в 1936 році. Архітектором проекту виступив В. Твердохлєбов, скульптором — Б. Вахек.
Споруда являє собою двоповерхову цегляну, Г-подібна в плані споруда. Вхідна група у вигляді портика влаштована в кутовій частині будівлі. Основний об'єм споруди являє собою глуху рустовану поверхню, доповнену неглибокими прямокутними нішами. Міжповерховий простір декорований горизонтальним поясом рельєфного панно зі сценами соціалістичного побуту сільського господарства. Двокольорове рішення фасаду і використання класицичних елементів в декорі будівлі надають йому особливу образну виразність. В східному крилі будівлі на рівні вікон першого поверху в неглибокій прямокутної ніші розташований фонтанчик у формі левової голови.

### Статус пам'ятника
10 листопада 2010 року був затверджений новий Державний список пам'яток історії та культури місцевого значення міста Алмати, одночасно з яким всі попередні рішення з цього приводу були визнані такими, що втратили чинність. В цій Постанові було збережено статус пам'ятки місцевого значення колишньому будівлі міністерства хлібопродуктів. Межі охоронних зон були затверджені в 2014 році.